# 시그리드 아그렌
시그리드 아그렌(Sigrid Agren, 1992년 4월 24일 ~ )은 프랑스의 모델이다.